# Панов, Константин Николаевич
Константи́н Никола́евич Пано́в (12 февраля 1932 — 5 сентября 2005) — советский хозяйственный, государственный и политический деятель.

## Биография
Родился в 1932 году в Горьковской области, русский. Окончил вечернюю среднюю школу рабочей молодёжи.
С 1947 года колхозник колхоза «Красные Желобки» Горьковской области. В 1950—1962 годах проверщик судокорпусного цеха СК-2, судосборщик цеха СК-3, в 1962—1988 годах бригадир судосборщиков цеха СК-3 завода «Красное Сормово» города Горького. В 1988—1992 годах работал мастером производственного обучения в спецПТУ № 5 города Горького. С 1992 года на пенсии.
За выдающиеся достижения в машиностроительном производстве на основе повышения эффективности использования производственных мощностей в составе коллектива был удостоен Государственной премии СССР за выдающиеся достижения в труде 1979 года.
Член КПСС с 1967, кандидат в члены ЦК КПСС в 1981—1986, член ЦК КПСС с 1986. Избирался депутатом Верховного Совета РСФСР 10-го созыва.
Умер в Нижнем Новгороде  5 сентября 2005 года. Похоронен на кладбище "Копосово-Высоково"